# Градус API
Градус API — одиниця виміру густини нафти, розроблена Американським нафтовим інститутом. Вимірювання в градусах API дозволяють визначити відносну густину нафти по відношенню до густини води при тій же температурі. За визначенням, відносна густина дорівнює густині речовини, поділеної на густину води (густина води приймається рівною 1000 кг/м3). Тож якщо густина у градусах API більше 10, то нафта легша і плаває лежить на поверхні води, і якщо менше 10, то тоне. Густина у градусах API та відносна густина при базовій температурі 60 °F (15.6 °C) пов'язані чітким арифметичним рівнянням і можуть бути легко перетворені один на одного.

## Формули розрахунку API
| градуси API                                                                                           | відносна густина | густина, кг/м³ |
| 8 | 1.014            | 1012           |
| 9 | 1.007            | 1005           |
| 10 | 1.000            | 998            |
| 15 | 0.966            | 964            |
| 20 | 0.934            | 932            |
| 25 | 0.904            | 902            |
| 30 | 0.876            | 874            |
| 35 | 0.850            | 848            |
| 40 | 0.825            | 823            |
| 45 | 0.802            | 800            |
| 50 | 0.780            | 778            |
| 55 | 0.759            | 757            |
| 58 | 0.747            | 745            |
| співвідношення між густиною в градусах API, питомою вагою і густиною (при температурі 60 °F ~15.6 °C) |                  |                |

Формула для розрахунку градусів API з відносна густина (SG) така:
{\displaystyle {\text{API gravity}}={\frac {141.5}{\text{SG}}}-131.5}
І навпаки, відносну густину нафтових рідин можна отримати за значенням градусів API як
{\displaystyle {\text{SG at}}~60^{\circ }{\text{F}}={\frac {141.5}{{\text{API gravity}}+131.5}}}
Таким чином, важка нафта з питомою вагою 1,0 (тобто з такою ж густиною, як чиста вода при 60 °F) має градус API:
{\displaystyle {\frac {141.5}{1.0}}-131.5=10.0^{\circ }{\text{API}}}

## Інтернет-ресурси
- Comments on API gravity adjustment scale
- Instructions for using a glass hydrometer measured in API gravity